# Дзеленці
Дзеленці́ — село в Україні, у Наркевицькій селищній територіальній громаді Хмельницького району Хмельницької області. Населення становить 527 осіб.

## Географія
Село розташоване на лівому березі річки Плоска.

## Історія
7 (20) листопада 1917 року, відповідно до Третього Універсалу Української Центральної Ради, увійшло до складу Української Народної Республіки.
Під час організованого радянською владою Голодомору 1932—1933 років померло щонайменше 257 жителів села.
Колишній орган місцевого самоуправління — Дзеленецька сільська рада.

## Галерея

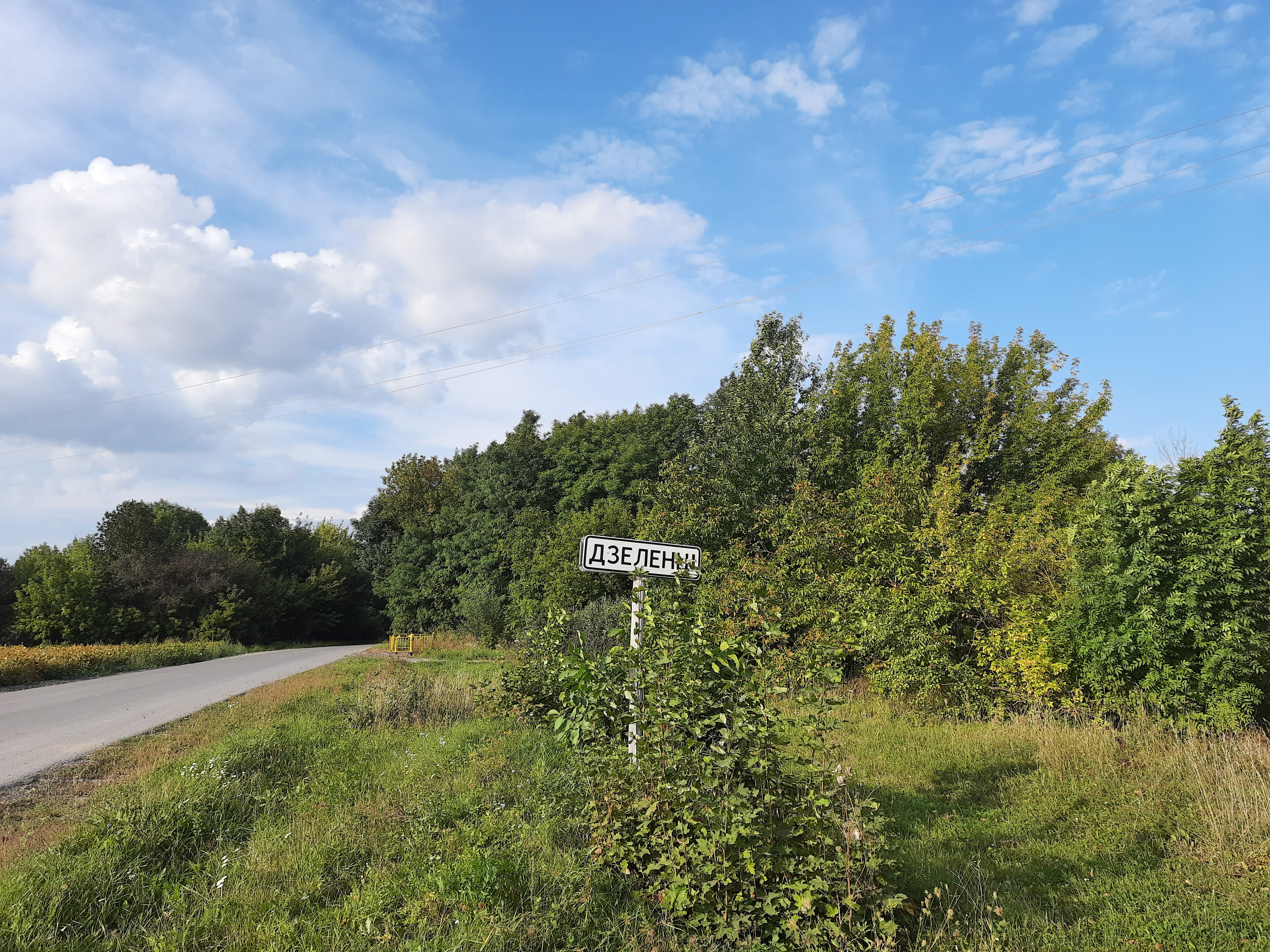
Дорожній знак при в'їзді в село
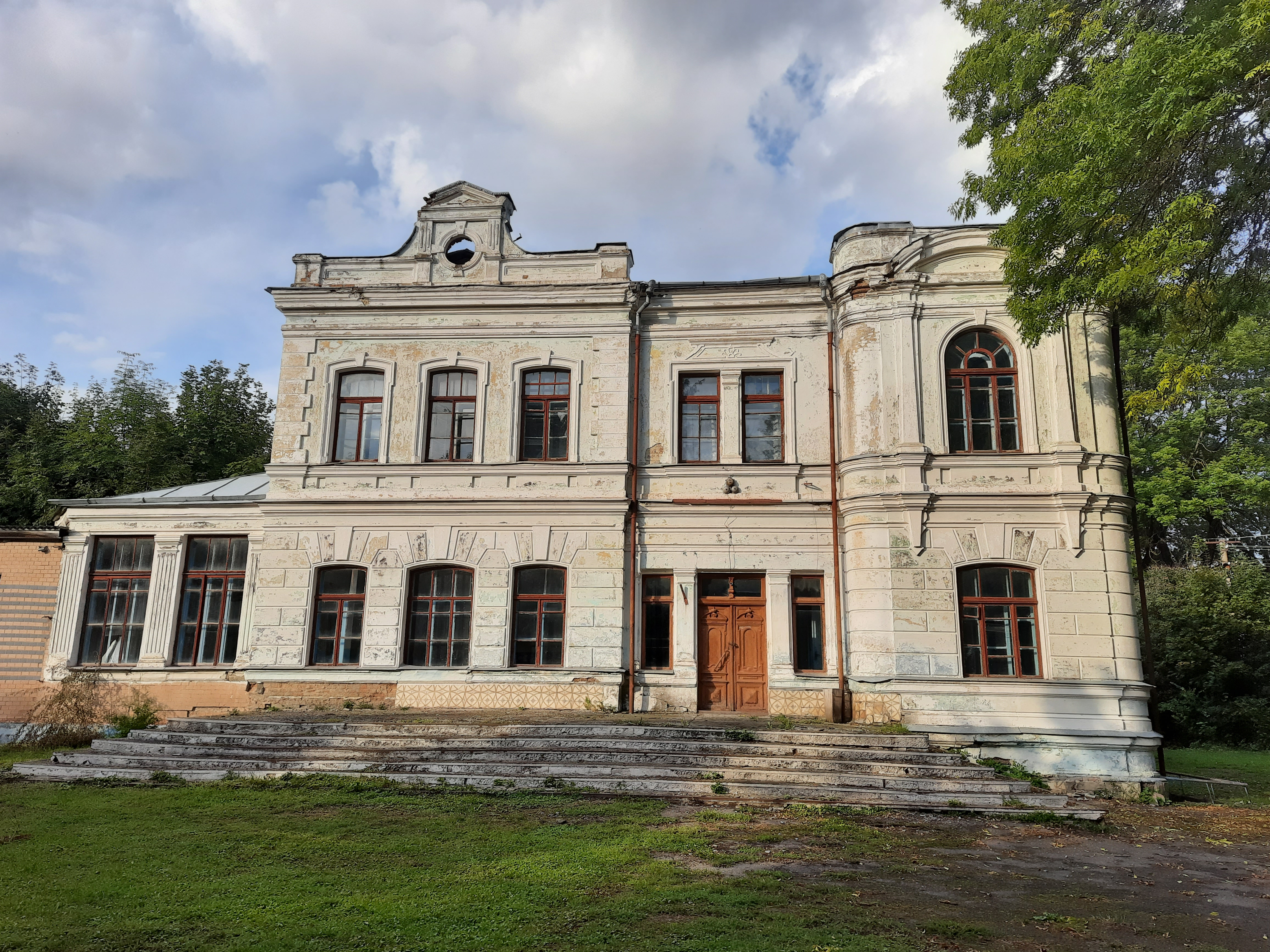
Палац Залевських
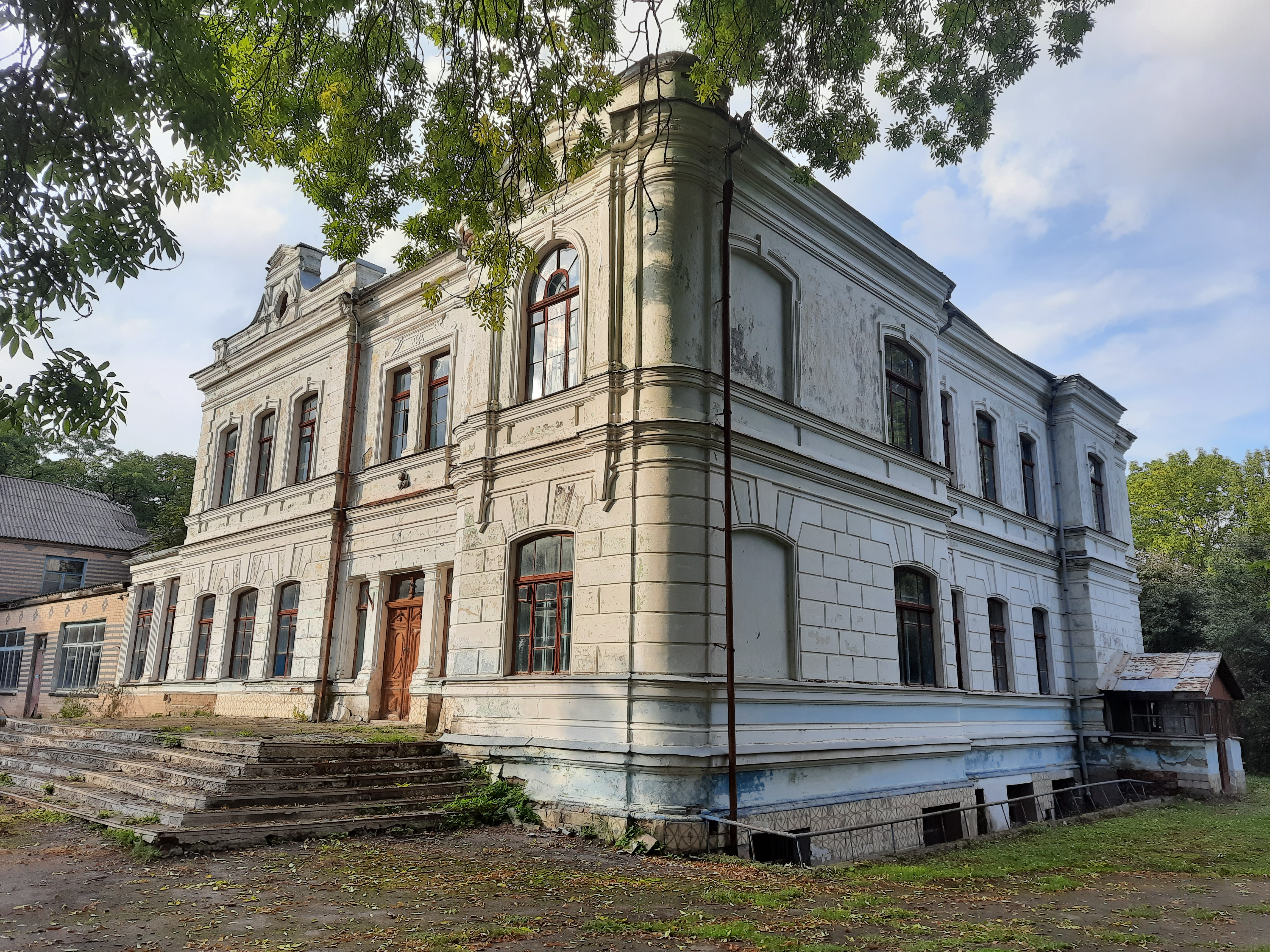
Палац Залевських
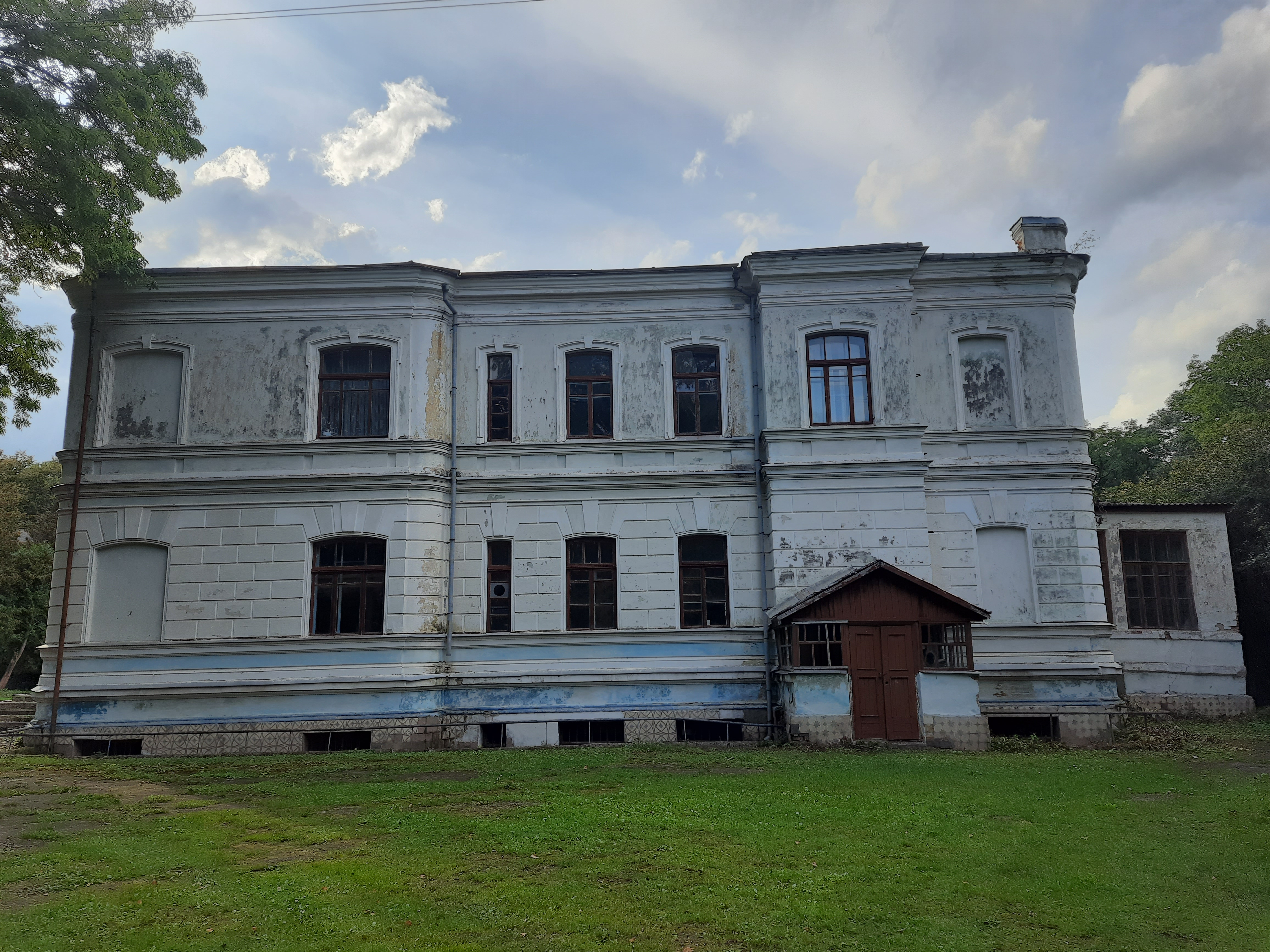
Палац Залевських
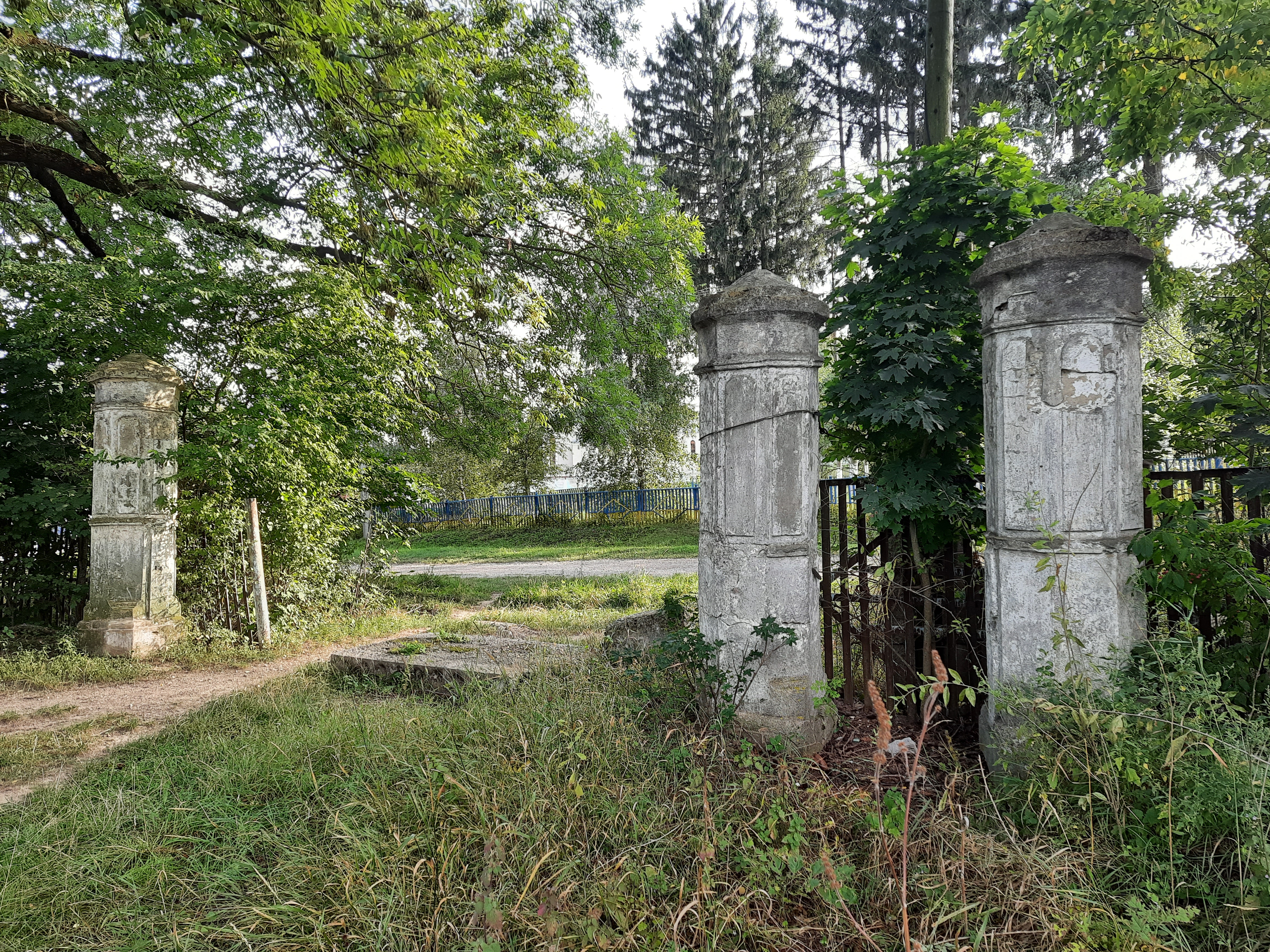
В'їздна брама до палацу Зелевських
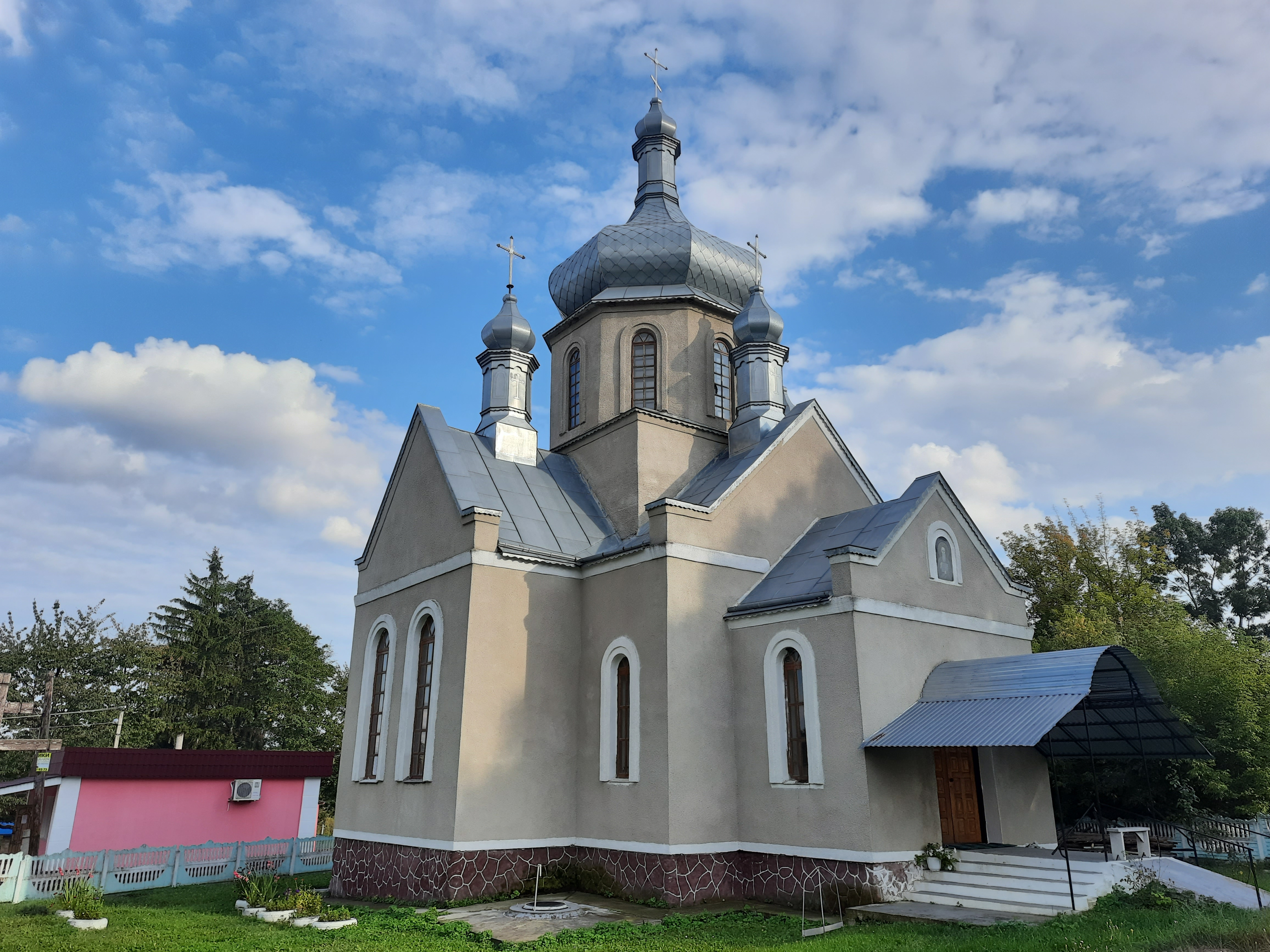
Церква Івана Богослова
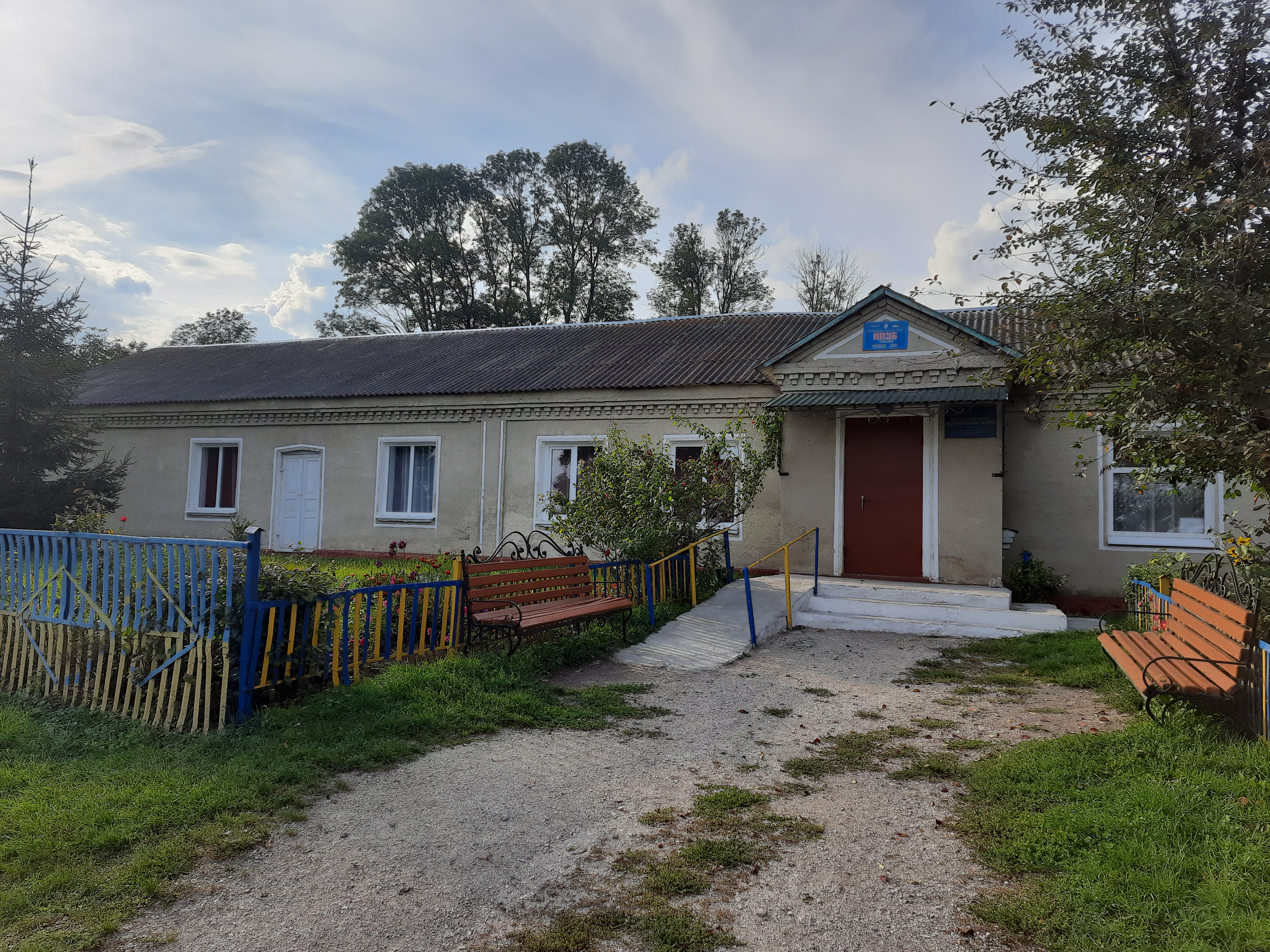
Клуб
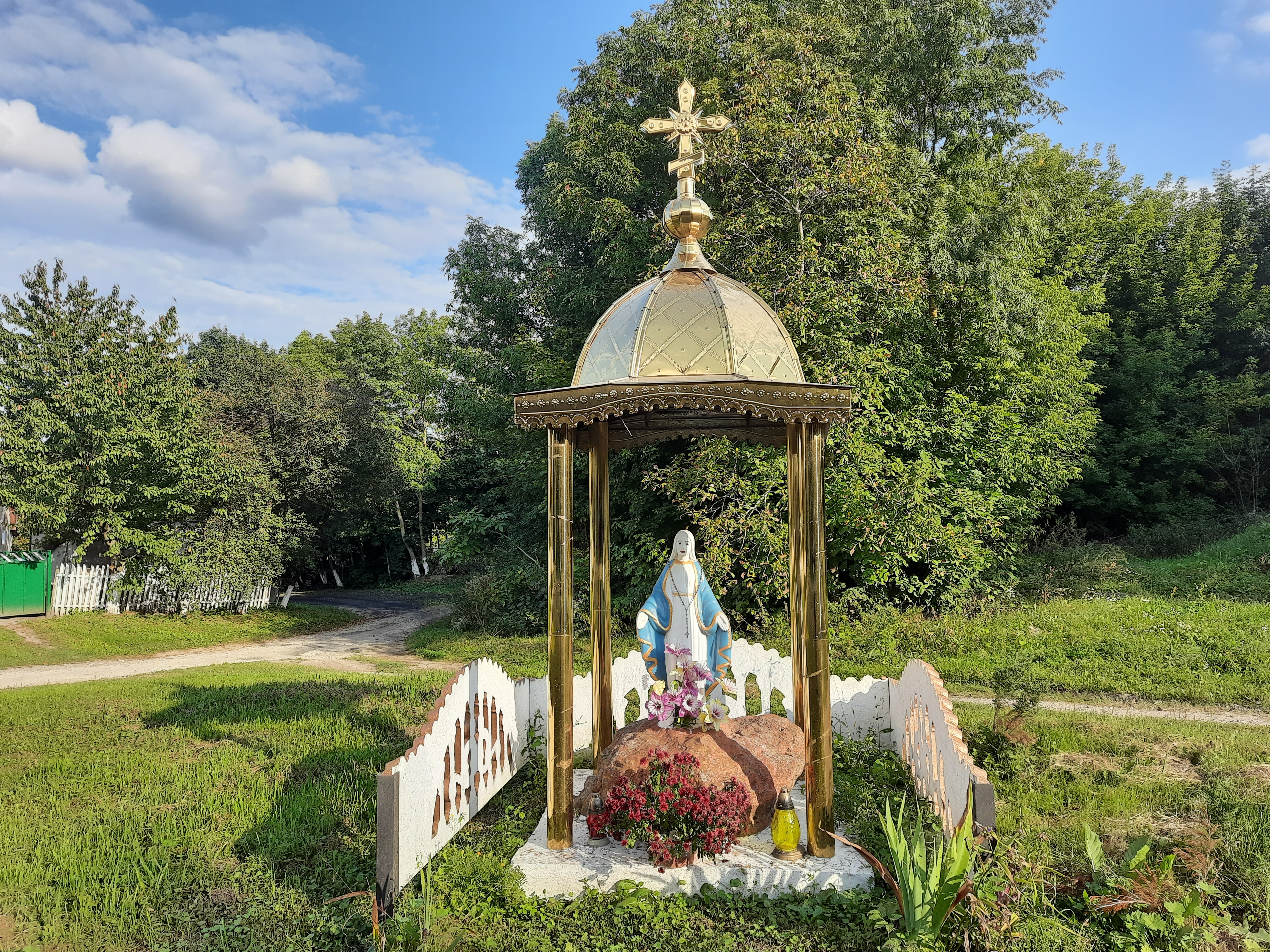
Статуя Божої Матері
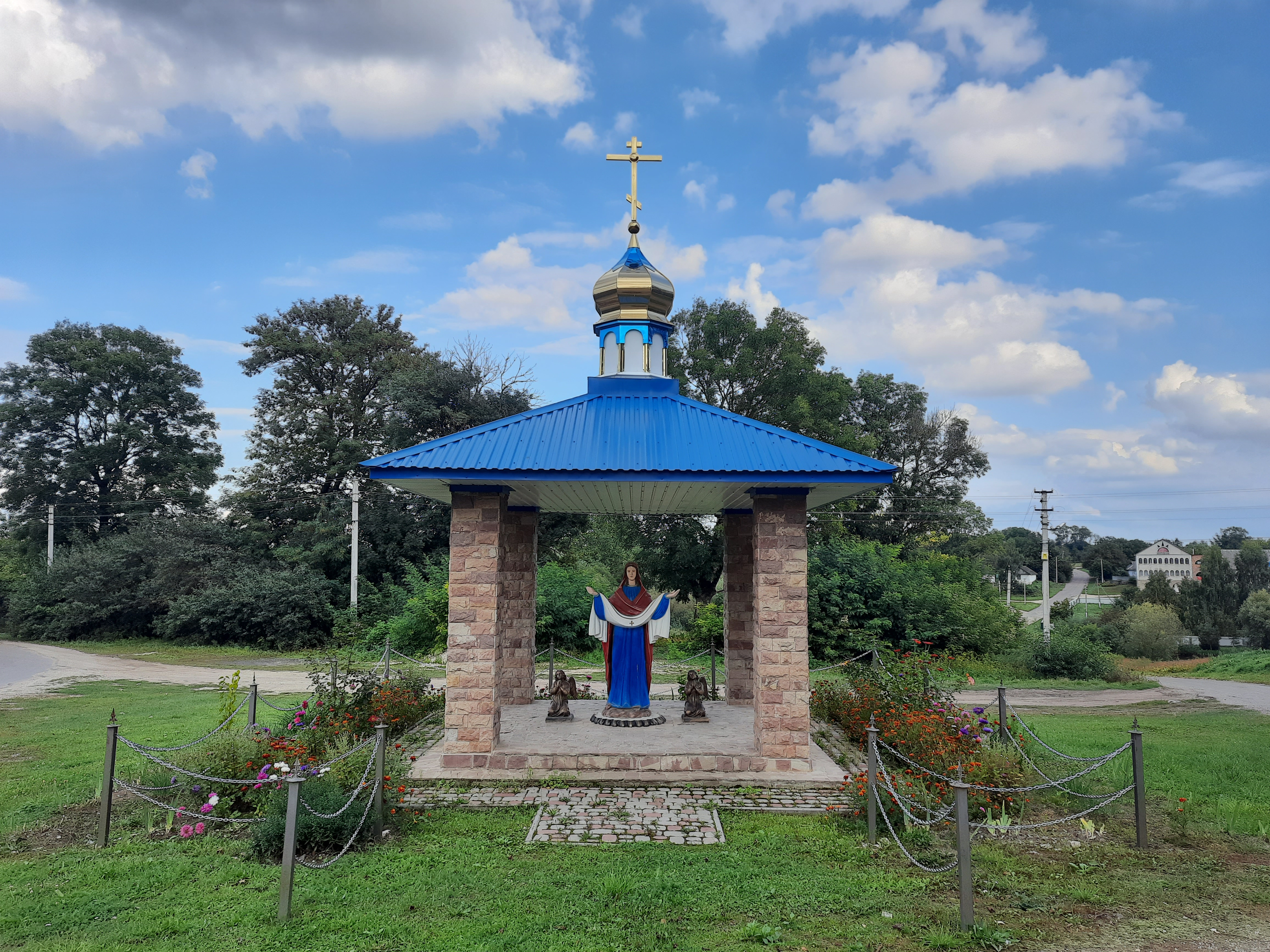
Статуя Божої Матері
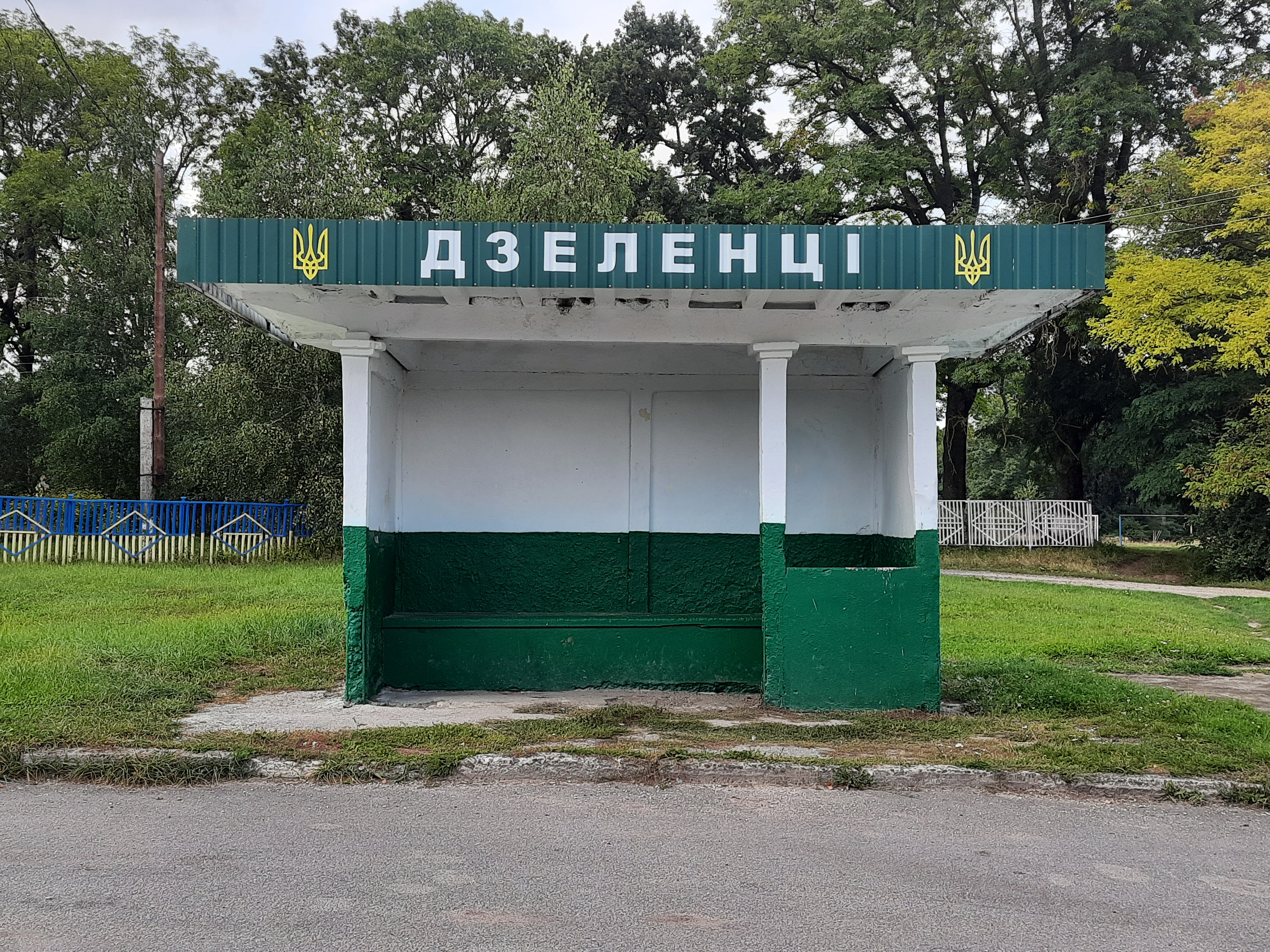
Автобусна зупинка
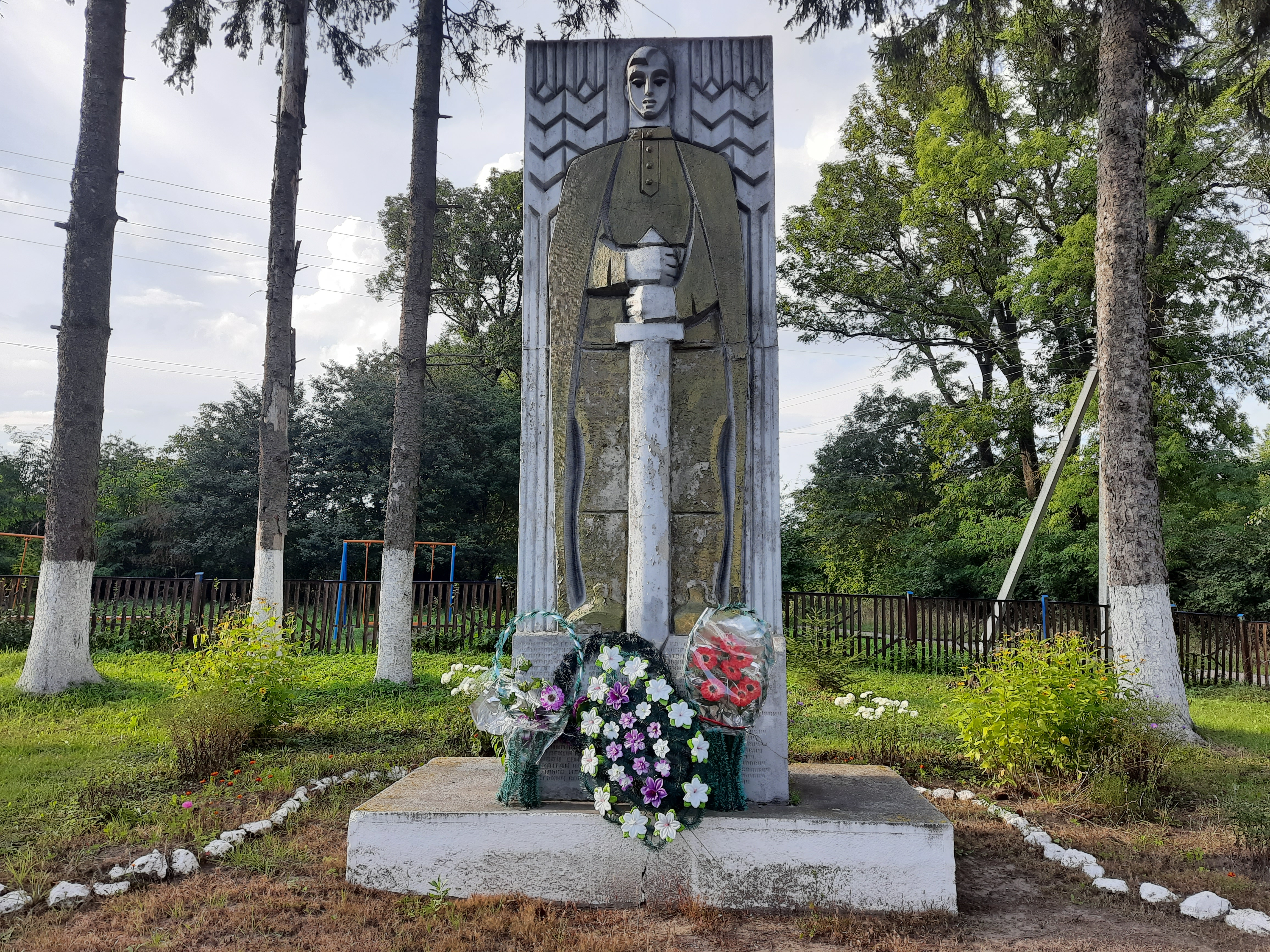
Пам'ятний знак на честь воїнів-односельців
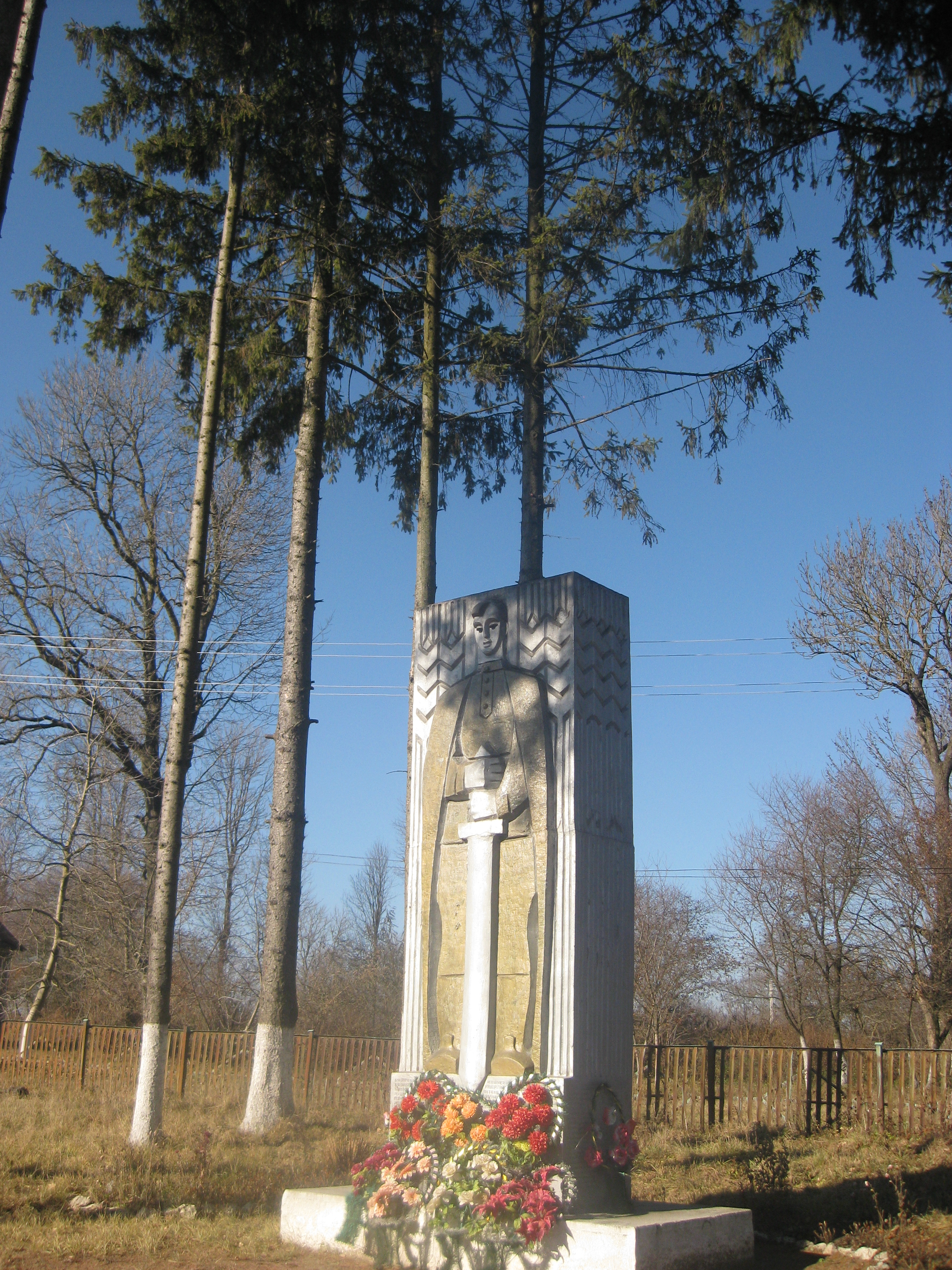
Пам'ятний знак
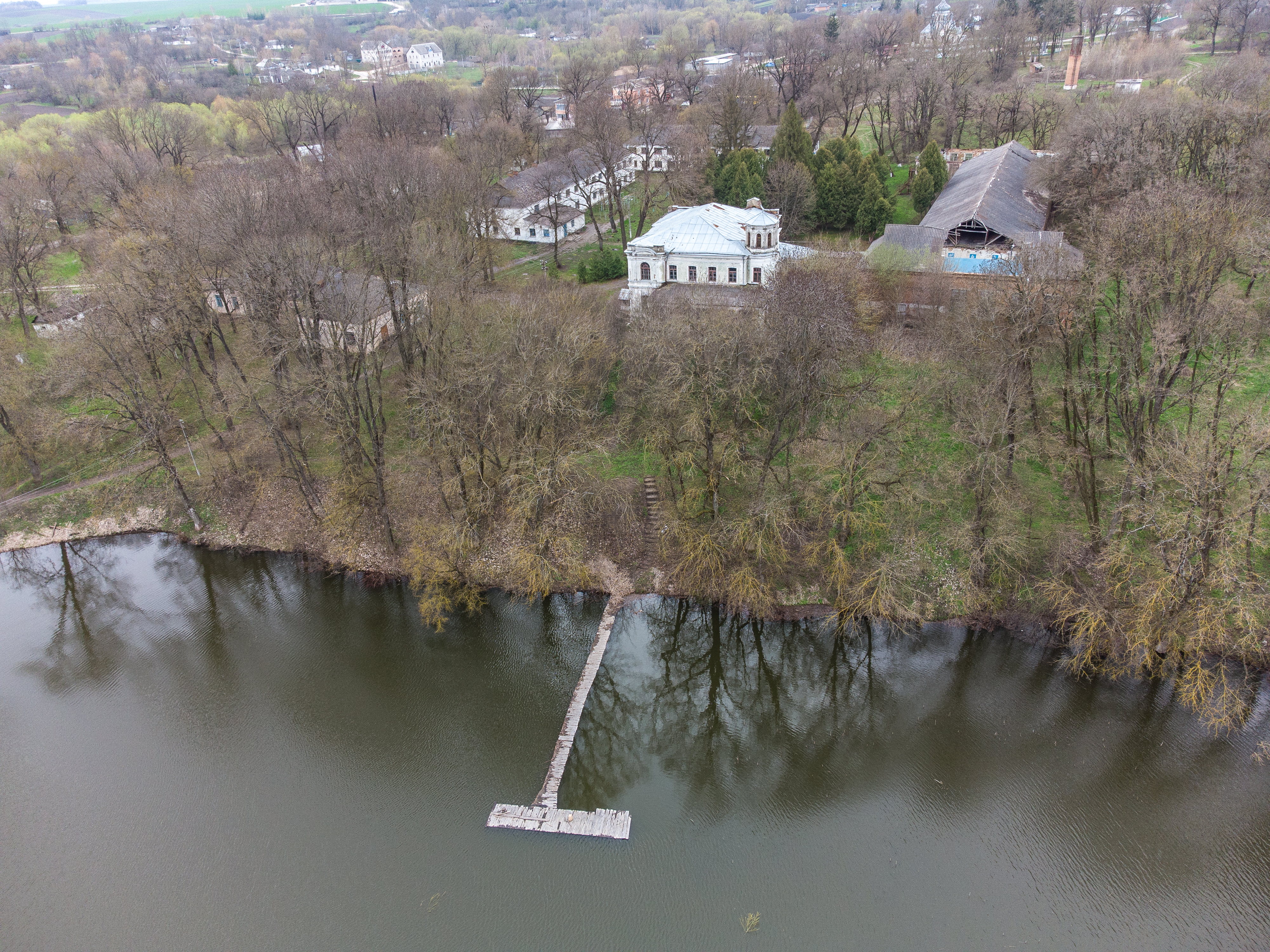
Палац Залевських у Дзеленцях
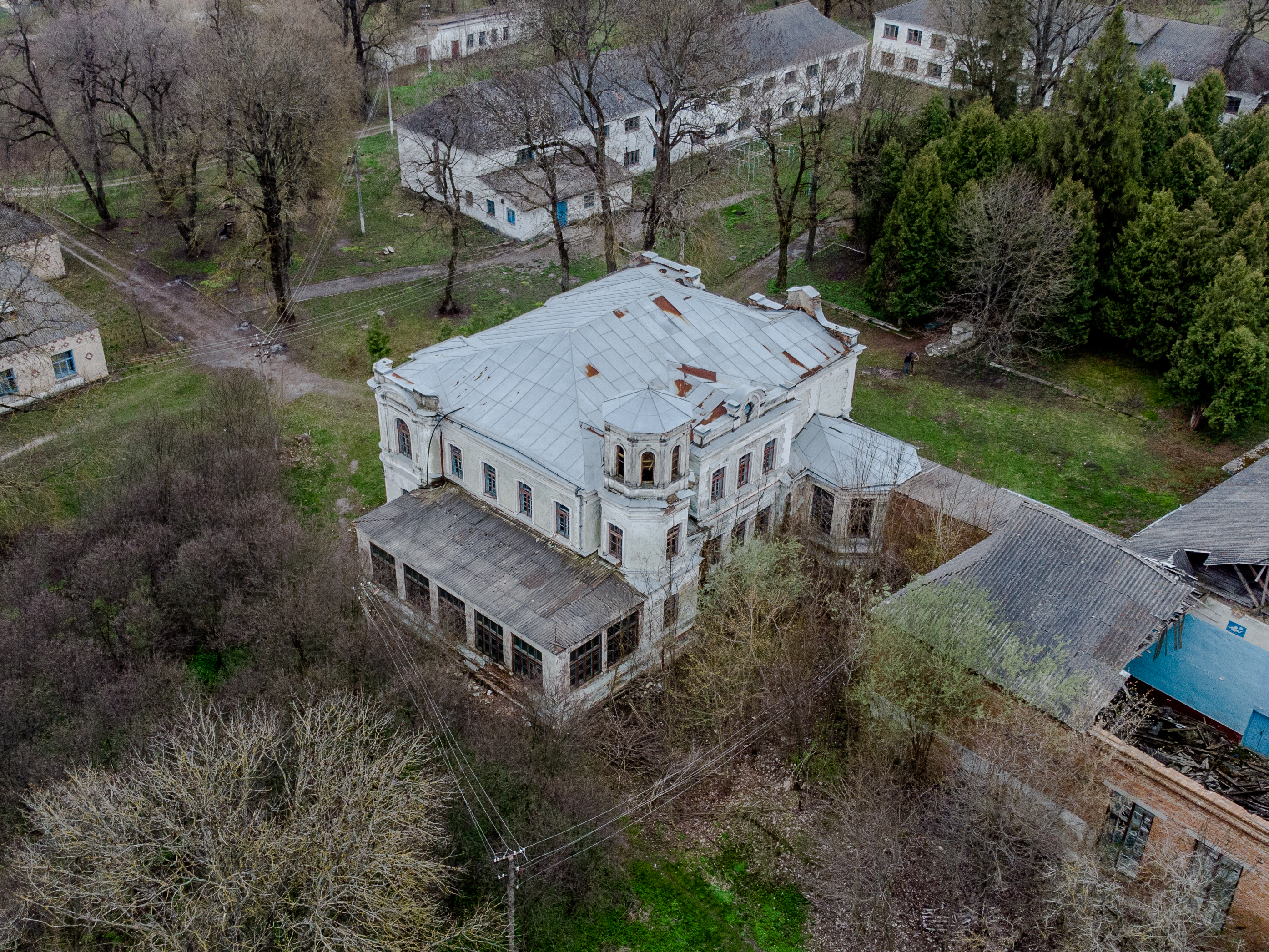
Палац Залевських
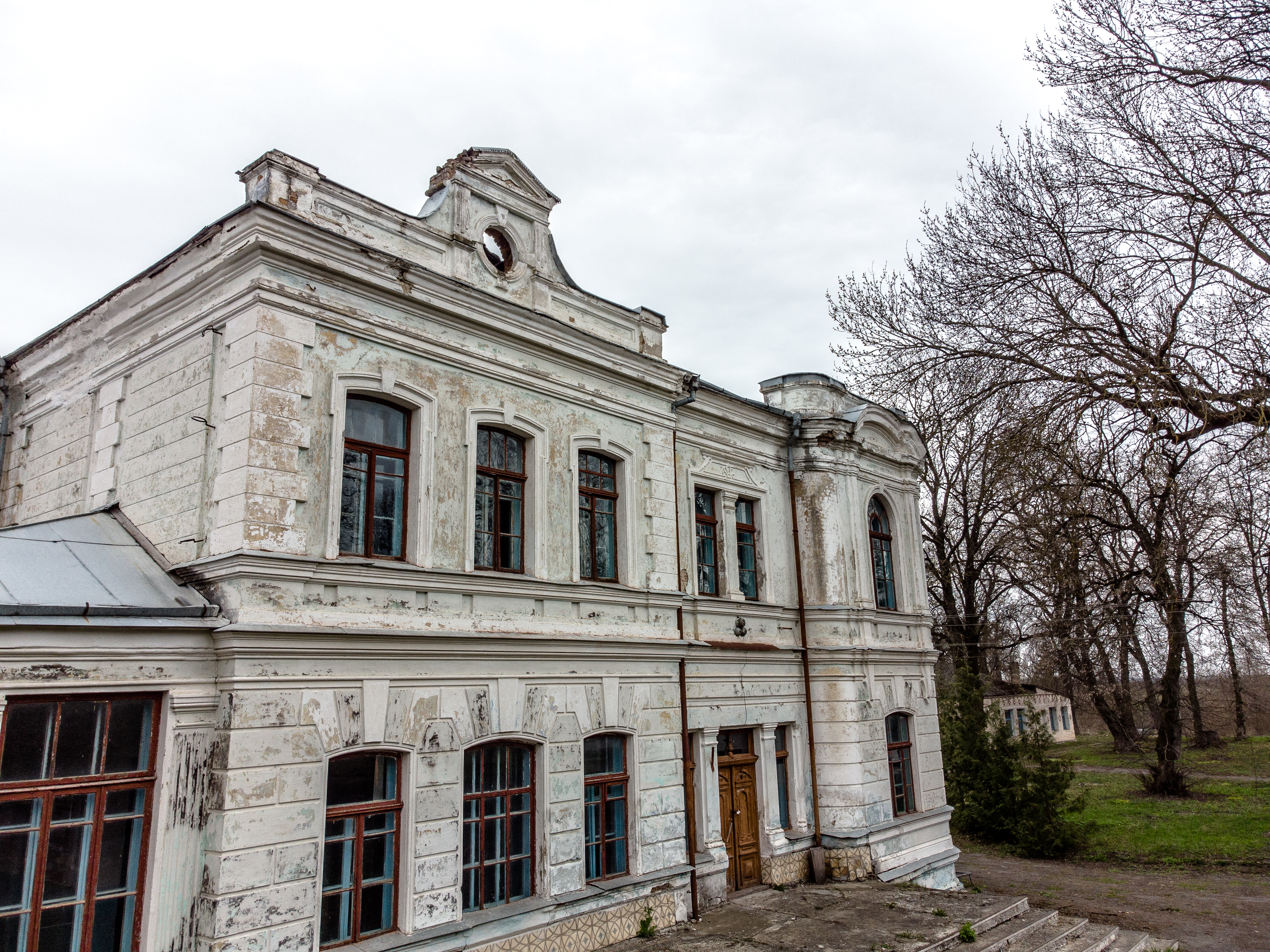
Палац Залевських